# بنی هدوین (روستا)
 بنی هدوین  روستای است در ناحیهٔ (خولان الطیال)، در عزلهٔ (ناحیة العزلة)، از توابع استان حُدَیده در کشور یمن در شبه جزیره عربستان است. 
جمعیت آن ۱۳۷ نفر (۹ خانوار) می‌باشد.